# Chapa tu combi
Chapa tu combi es una telenovela peruana producida por Michelle Alexander para la cadena América Televisión en 2019. Está basada en la historia de una de las víctimas fallecidas en el incendio de la zona comercial Las Malvinas de Lima en 2017.
Está protagonizada por Daniela Feijoó y Emanuel Soriano; y cuenta con las participaciones antagónicas de Fiorella Díaz, Miguel Ángel Álvarez, Pold Gastello, Mónica Ross, Briana Botto y Aníbal Lozano Herrera.

## Argumento
Se cuenta la historia del infortunado suceso por el que pasa Paloma de la Fuente (Daniela Feijoó), una joven huérfana que perdió a su pareja Valentín Martínez (Gustavo Borjas) en una tragedia ocasionada por la informalidad, la explotación y el abuso. El joven fallece en un incendio al no poder escapar de su centro laboral porque se encontraba encerrado con candado. Paloma buscará justicia enfrentándose a quienes resulten responsables del hecho. Años más tarde, la joven se convierte en una periodista de investigación que busca atrapar a los culpables de la muerte de su enamorado.
En ese camino encontrará un nuevo amor en Henry (Emanuel Soriano), un ingeniero forestal que intentará progresar frente a obstáculos sociales como la presión de las redes sociales.
Paloma, en busca de la verdad, encontrará a los culpables de su infortunio, los esposos Zorrilla, dueños de una flota de combis informales. Tanto Salomón (Miguel Álvarez) como Javiera Zorrilla (Fiorella Díaz) han hecho su fortuna sobre la base de coimas, excesos y asesinatos. Llenos de fortuna y poder apoyarán al nuevo congresista Benito Becerra (Pold Gastello) un corrupto político que busca su candidatura presidencial en un parlamento donde sus congresistas son, en su mayoría, tanto o más corruptos que él. Esos "padres de la patria" no reparan en que la mayoría de los pobladores busca que "El Presidente Moqueguano" cierre el Congreso, pero ellos pretenden adelantarse al Ejecutivo planteando la vacancia. Paralelo a ello, Benito le pide a los Zorrilla que vuelvan a su antiguo barrio para, desde ahí, empezar su campaña. En dicho barrio, viven los esposos, Gisela (Carolina Infante) y Donald (Emilram Cossío), examigos de Salomón, quienes ocultan un secreto. Gisela es la antigua novia de Salomón a quien abandona cuando se entera de sus fechorías. Pero a él, le diagnostican una enfermedad terminal que lo unirá más a ella, sin saber que uno de los hijos mayores de Donald no es otro que su propio hijo.

## Reparto

### Principales
- Daniela Feijoó como Paloma Rocío Matta / Paloma Rocío López
- Gustavo Borjas como Valentín Martínez Castro
- Emanuel Soriano como Henry Zorrilla Cortez / Henry Rubio Cortez
- Fiorella Díaz como Javiera Matta de Zorilla
- Miguel Ángel Álvarez como Salomón Zorrilla
- Carolina Infante como Gisela Cortez
- Emilram Cossío como Donald Rubio
- Pold Gastello como Benito Becerra
- Stephanie Orúe como Merry Christmas Samamé
- Juan Carlos Rey de Castro como Dwight «Dudú» Duarte Barragan
- Andrea Fernández como Nazareth
- Rómulo Assereto como Renato Fantosi
- Ximena Díaz como Lucila «Luchita» Bustos Fuente de Morales
- Alberick García como Alfonso «Pocho» Morales
- Anneliese Fiedler como Maritza Vargas Burbano
- Úrsula Mármol como Olimpia Burbano Sánchez de Vargas
- Macla Yamada como Kimberly Rojas Vargas
- Cristian Lévano como Chepenano
- Briana Botto como Clarisa Zorrilla Matta
- Mónica Ross como Anastasia Zorrilla Matta
- Miguel Dávalos como Franklin Rubio Cortez
- Jano Baca como Wally Morales Bustos
- Favia Arévalo como Stephanie Morales Bustos
- Augusto Gutiérrez como Edison Rubio Cortez
- Irene Eyzaguirre como Sara Robles de Castro
- Natalia Torres Vilar como Ángela Hernández Siancas

### Recurrentes e invitados especiales
- Patricia Alquinta como Emperatriz Castro Solís de Becerra
- Airam Galliani como Valeria Gonzales Robles
- Paul Ramírez como Teobaldo Treviño Tapia
- Rafael Vásquez de Velasco como Congresista N° 1
- Kukuli Morante como Congresista Jenny Condorillo Méndez de Betancourt
- Alfonso Dibós como Congresista Christian Floríndez
- Wady Futton como Aníbal Reyes
- Fernando Bakovic como Erasmo Loza
- Karla Medina como Iraida Buitrón
- Deyvis Orosco como Él mismo
- Aníbal Lozano Herrera como Serafín Carranza
- Oswaldo Salas como Dr. Daniel Blanco
- Daniel Zarauz como Dr. David Verde

## Banda sonora
- «Chapa tu combi» – Mauricio Mesones
- «Por ti» – Deyvis Orosco
- «Mi Valentín» – William Luna
- «Pensando en ti» – Arianna Fernández